# 岡山県道402号原尾島番町線
岡山県道402号原尾島番町線（おかやまけんどう402ごう はらおしまばんちょうせん）は、岡山県岡山市のうち、中区から北区に至る一般県道である。

## 概要
道路法第7条第1項第5号の「主要地、主要港、主要停車場又は主要な観光地とこれらと密接な関係にある高速自動車国道、一般国道又は前各号の一に規定する都道府県道とを連絡する道路」に該当し、中区原尾島の国道250号と北区番町一丁目の国道53号（国道180号重複）および岡山県道27号岡山吉井線とを連絡する路線となっている。

### 路線データ
- 路線番号：3402[1]
- 起点：岡山県岡山市中区原尾島579番1先[1]（国道250号交点「原尾島交差点」）
- 終点：岡山県岡山市北区番町一丁目1番29先[1]（国道53号および岡山県道27号岡山吉井線交点「番町交差点」）
- 総延長：2343.1 m [1]
- 実延長：2.3 km [2]
- 幅員：18 - 50 m [1]

## 歴史

### 年表
- 1972年（昭和47年）3月21日：認定および供用開始[1]。
- 2009年（平成21年）4月1日：岡山市が政令指定都市に移行し、道路管理者が県から市に変わる。

## 路線状況
国道網を補完し、備前市方面と総社市方面とをつなぐ東西軸としての役割を担う。
起点の原尾島交差点は点字ブロックが世界で初めて設置された場所で、2010年（平成22年）にモニュメントが建てられた。

### 道路施設

#### 橋梁
- 新鶴見橋 （中区 - 北区）
  - 延長：148 m [4]
  - 幅員：18.8 m [4]
  - 架橋下：旭川 [4]

## 地理

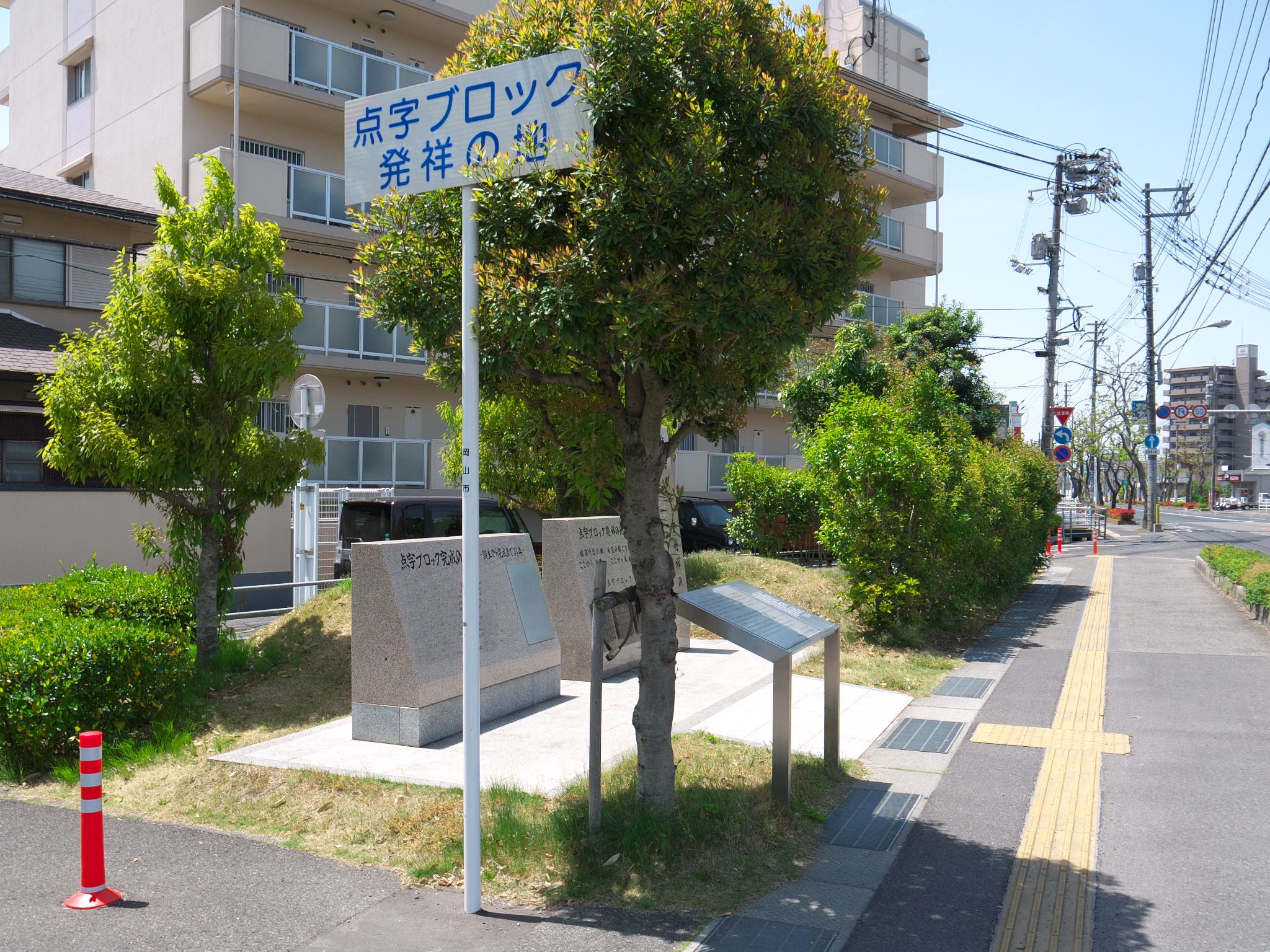
点字ブロック発祥の地

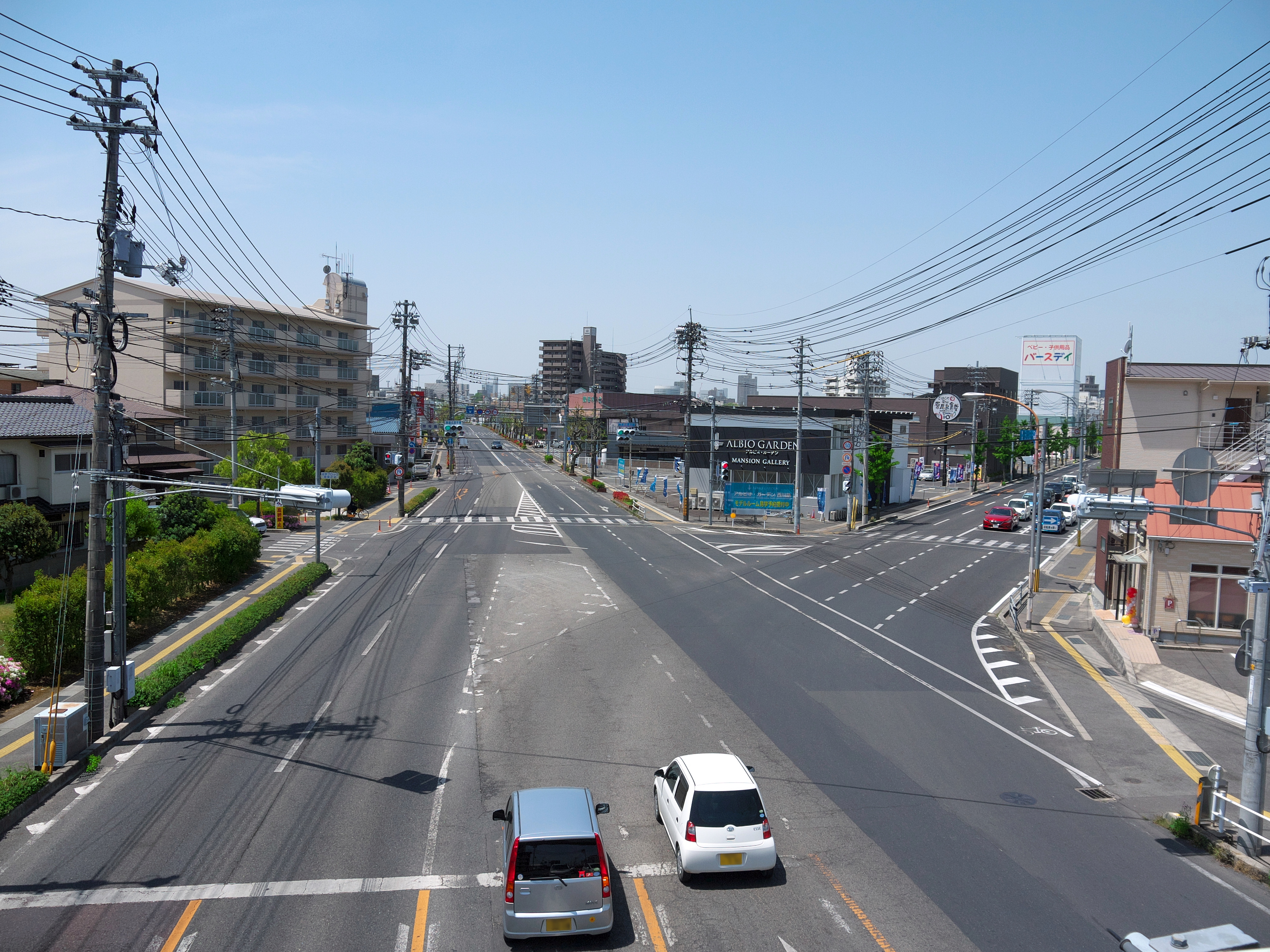
起点の原尾島交差点。右奥方向が県道402号。

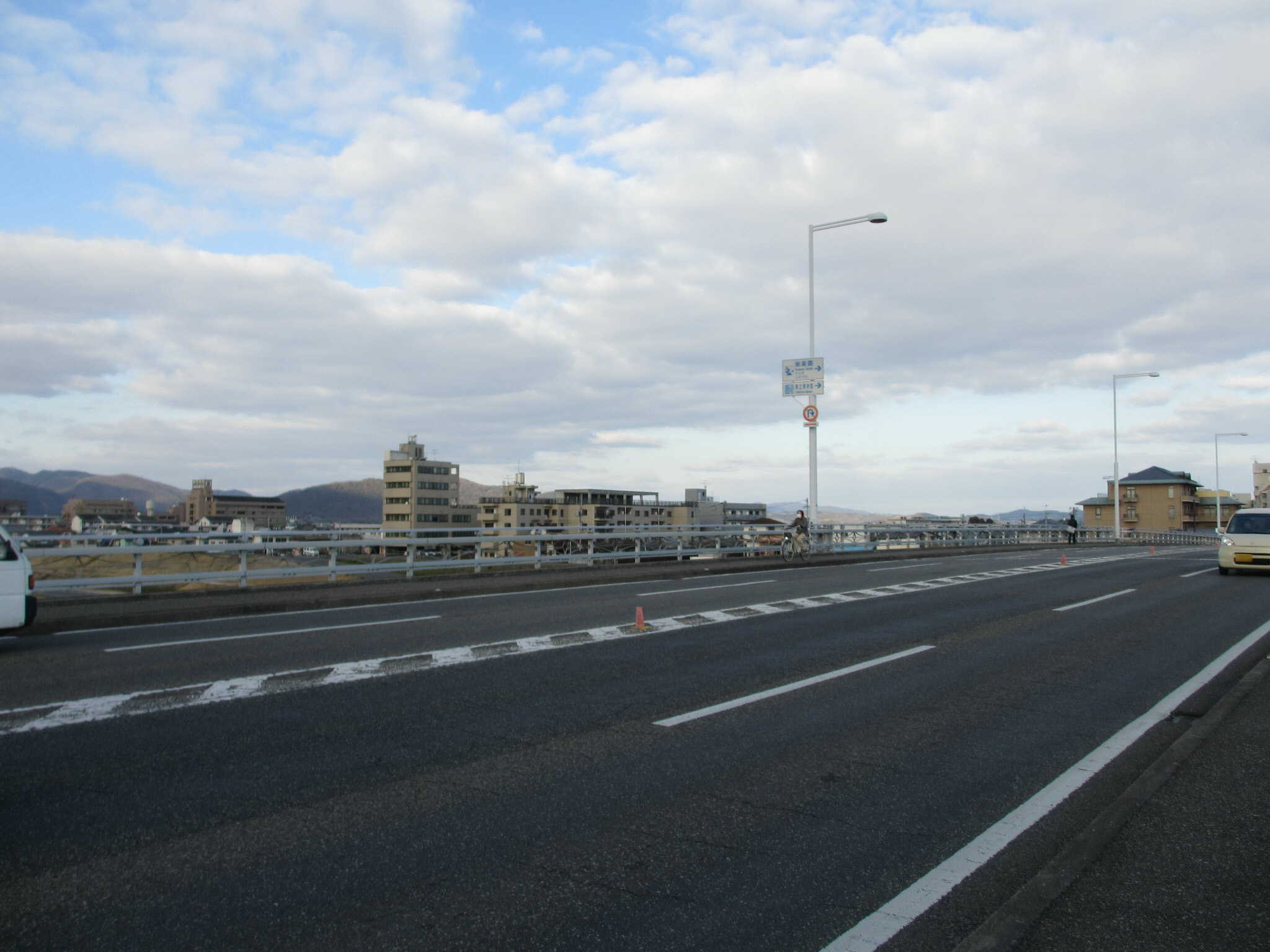
旭川に架かる新鶴見橋。

### 通過する自治体
- 岡山市（中区 - 北区）

### 交差する道路
| 交差する道路                                   | 市町村名 | 市町村名 | 交差する場所 | 交差する場所        |
| ---------------------------------------------- | -------- | -------- | ------------ | ------------------- |
| 国道250号                                      | 岡山市   | 中区     | 原尾島三丁目 | 原尾島交差点 / 起点 |
| 国道53号 国道180号 重複 岡山県道27号岡山吉井線 | 岡山市   | 北区     | 弓之町       | 番町交差点 / 終点   |

### 沿線
- 岡山市中区役所
- 岡山県立岡山操山中学校・高等学校
- 岡山県警察 岡山中央警察署
- 就実中学校・高等学校
- 岡山市立岡山中央小学校
- 後楽園[注釈 1]
- 岡山県立博物館[注釈 2]
- 旭川
- 岡山県立岡山盲学校
- 広島高等裁判所岡山支部・岡山地方裁判所・岡山家庭裁判所
- 夢二郷土美術館